# Примитивизам
Примитивизам (од латинске речи primitivismum) је сво оно неадекватно понашање особе или групе људи, тј. понашање које није у складу са већ одређеним оквирима понашања ментално здраве особе или више особа у међусобној комуникацији. Осим неадекватног понашање у комуникацији, примитивизам је и непоштовање прописаних и подразумеваних прописа и правила којима су уређени односи међу људима. Свако непоштовање постигнутих цивилизацијских вредности савременог друштва може се сматрати примитивизмом.      
„Примитивно“ као реч у честој је употреби у научном језику (антрополошком, социолошком, психолошком), али ништа мање и у свакодневној, колоквијалној комуникацији. Проблем је у томе што се тој речи придају различита значења која носе, мање или више, негативну конотацију. Придев „примитиван“ често се приписује човеку као појединцу, а неретко се он односи на читаве друштвене групе ( расе, народе, нације, класе, социјалне слојеве, професије). У оба случаја имамо двоструку релацију: „нас“, који дајемо квалификацију некоме (или нечему), и другог, на кога се наша квалификација односи.
Примитивно понашање, размишљање и расуђивање заокупљују индивидуалну и колективну (друштвену) свест. Са становишта социологије, примитивизам се третира као друштвени однос примерен прастарим ( раним, древним, првобитним) друштвеним заједницама - али и савременим друштвима која су оптерећена рецидивима прошлости.
Употреба појма примитивно у постмодерном дискурсу представља социјалну конструкцију, јер тиме тај појам сугерише перцепцију и конструкцију људи сходно њиховом положају на социјалној лествици.
Примитивац (од латинске речи primitivus - прости, неуглађени, нецивилизовани, једнострани, некултурни људи).

## Узроци
Примитивизам настаје из жеље за истицањем у својој, често провинцијској средини, руралном или малобројном насељу. Наравно, то није правило, јер се заиста раширени облици примитивизма налазе и у великим урбаним срединама. Примитивци сматрају да ће уз примитивне начине понашања на најлакши начин доћи до масовног успеха код шире масе, јер имају способност надања да ће њихов примитивизам бити препознат као авангарда или необичан дар.

## Развој
Жељу за истицањем човек добија у свом раном периоду одрастања. Ово је само скуп појава из психологије човека које утичу на размишљање и понашање у друштву. Управо та људска заједница је делом одговорна за ширење, односно смањивање утицаја примитивизма. Друштво у целини, јавно мњење, доноси коначни суд о поступцима примитиваца, осуђује их или их подстиче на такве радње. Појединац ће се следећи пут запитати да ли је то што чини исправно и да ли ће бити одобрено од већине оних који су укључени у интеракцију, ако је недавно доживео лошу критику својих дела.
До развитка примитивизма долази из више праваца. Као основни услов развитка човекове личности узима се породица и околина у којој појединац одраста. То је почетак свега што ће касније појединац испољити у односу са другима. Од тог почетка доста зависи како ће се појединац прилагодити средини у којој одраста, какав ће бити његов степен прихватања знања, јер без обзира на школу, кућни одгој је најодговорнији за схватање важности појма бонтона, основа понашања, културе опхођења и односа са другим људима.

## Занимљивости
Примитивизам се јавља на факултетима, здравственим установама, средствима јавног превоза и свуда где се људи сусрећу и долазе у контакт. Јавља се чак и у филмовима, који би по некој основи требало да имају едукативан значај за развој не само појединца него и шире публике.
Алберт Ајнштајн каже: "Што је организам примитивнији, то му је животни пут стрмији, а животни век краћи."